# Narke capensis
Poisson engourdeur du Cap
Espèce
Synonymes
- Raja capensis Gmelin, 1789

Statut de conservation UICN

 LC  : Préoccupation mineure
Le Poisson engourdeur du Cap (Narke capensis) est une espèce répandue mais peu connue de raies électriques de la famille Narkidae, elle est originaire d'Afrique du Sud et de Namibie. On trouve ce poisson benthique dans des baies peu profondes, sur des fonds sableux ou vaseux. Cette espèce de petite taille atteint 38 cm de longueur et possède une nageoire pectorale presque circulaire ainsi qu'un petit mais puissant pédoncule caudal qui supporte une grande nageoire caudale. Elle est reconnaissable grâce à son unique nageoire dorsale, située au-dessus de ses grandes nageoires pelviennes. Le dos de cet animal oscille entre le jaunâtre et le marron foncé.
À l'instar d'autres membres de sa famille, le poisson engourdeur du Cap peut se défendre à l'aide d'un puissant choc électrique que produisent deux organes électriques réniformes placés derrière sa tête. Il se nourrit principalement de vers polychètes. Ce poisson est probablement vivipare, il donnerait naissance à des jeunes formés dans l'utérus. L'Union internationale pour la conservation de la nature (UICN) ne dispose pas actuellement d'assez d'informations pour évaluer le degré de conservation de l'espèce. Il s'agit souvent d'une prise accessoire lors des chaluts de fond au sein des pêcheries au large de l'Afrique du Sud; ce poisson pourrait aussi souffrir de la pollution causée par le développement littoral.

## Description
La nageoire pectorale en forme de disque du poisson engourdeur du Cap est plus large que long, elle est quasiment circulaire. Les deux grands organes électriques réniformes sont visibles sous la peau de chaque côté de la tête. Les yeux sont petits et protubérants; les stigmates sont disposés juste derrière, trois saillies en forme de doigt sont situées sur leur bord. Les narines sont assez rapprochées, elles sont séparées par un rabat de peau en forme de jupe qui atteint la gueule du poisson. Cette gueule petite et protrusible est presque rectiligne, elle est surmontée de sillons proéminents. Les dents sont minuscules et pointues. Cinq paires de fentes branchiales sont présentes sur la partie inférieure du disque que forme la nageoire pectorale,.
Les grandes nageoires pelviennes qui prennent leur origine sous la nageoire pectorale adoptent une forme convexe. Chez les mâles, le ptérygopode qui sert à la transmission du sperme est trapu. La nageoire dorsale arrondie est positionnée au-dessus des nageoires pelviennes. La queue petite mais épaisse se caractérise par un pli cutané s'étendant de chaque côté et qui se termine par une grande nageoire caudale triangulaire aux angles arrondis; cette nageoire propose une symétrie presque parfaite entre les parties inférieure et supérieure. La peau douce de l'animal est absolument dépourvue d'écailles placoïdes, qui sont pourtant courantes dans la sous-classe Elasmobranchii. La couleur de l'espèce oscille entre le marron jaunâtre et le marron foncé sur le dessus du corps; certaines parties du dessus de la queue tirent sur le jaune. La partie inférieure du corps varie du blanc au jaune et présente les rebords marron des nageoires. L'espèce peut atteindre 38 cm de longueur et 26 cm de diamètre même si des spécimens d'une telle taille sont rares,.

## Biologie et écologie

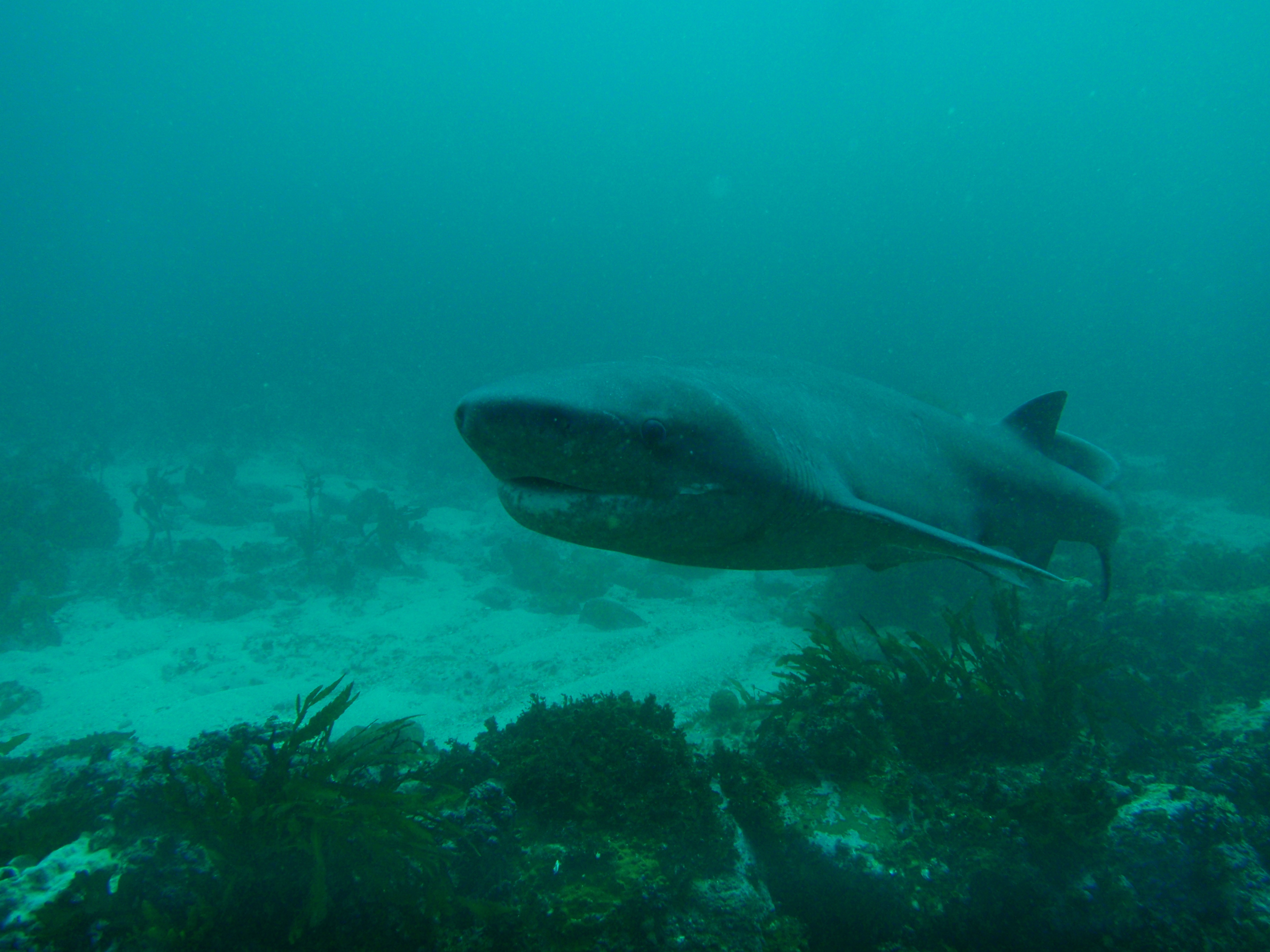
Le requin plat-nez est l'un des prédateurs du poisson engourdeur du Cap.

Proportionnellement à sa petite taille, le poisson engourdeur du Cap délivre un choc électrique extrêmement puissant pour se protéger des prédateurs, notamment le requin plat-nez (Notorynchus cepedianus),. Narke capensis se déplace à l'aide de sa puissante nageoire caudale plutôt qu'avec ses nageoires pectorales. Le régime alimentaire de l'espèce est principalement composé de vers polychètes. Même si le mode de reproduction du poisson engourdeur du Cap n'a pas été étudié, il adopte probablement la viviparité comme les autres raies électriques. Les mâles deviennent matures sexuellement quand ils atteignent une longueur comprise entre 11 et 17 cm, les femelles parviennent à ce stade quand leur taille se porte à environ 16 cm.

## Répartition géographique et habitat

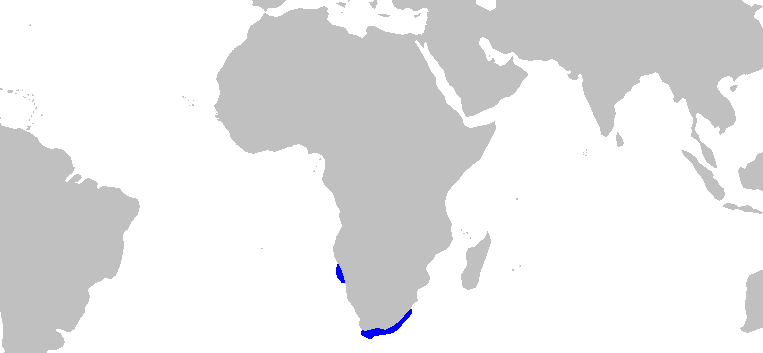
Répartition géographique de l'espèce.

Narke capensis est une espèce courante au large des provinces du Cap-Oriental et du Cap-Occidental en Afrique du Sud. Sa répartition géographique s'étend jusqu'au centre de la Namibie : un spécimen solitaire a été observé à Meob Bay, une autre observation du poisson aurait été réalisée à Walvis Bay, elle reste cependant non confirmée. L'identification inédite de ce poisson à proximité de Madagascar serait probablement une erreur,. Démersal, le poisson engourdeur du Cap s'installe principalement dans des baies aux fonds sableux ou vaseux. On le trouve le plus souvent dans des eaux à la profondeur inférieure à 50 à 100 m, un spécimen a pourtant déjà été observé à une profondeur de 183 m,.

## Taxonomie
Le poisson engourdeur du Cap a été décrit pour la première fois par le naturaliste allemand Johann Friedrich Gmelin en 1789, dans la 13e édition du Systema Naturae de Carl von Linné. Le nom donné par Gmelin à l'espèce diffère entre Raja capensis et Raja rapensis selon les versions du livre. L'orthographe originelle était probablement rapensis : les taxonomistes modernes y voient une erreur de composition puisque l'étymologie de capensis (« du Cap [de Bonne-Espérance] ») paraîtrait bien plus appropriée. Les sources postérieures ont toujours utilisé capensis mais une prise de décision de la Commission internationale de nomenclature zoologique (ICZN) serait nécessaire pour établir cette orthographe à l'épithète spécifique,. Gmelin ne fait référence à aucun spécimen type. En 1826, le naturaliste allemand Johann Jakob Kaup met en place le nouveau genre Narke pour cette espèce, cela permet de la séparer des autres raies électriques jusque-là regroupées pour leur dos courbé et leur nageoire dorsale unique. D'autres espèces furent par la suite ajoutées au genre Narke.

## Relations avec l'homme
Le choc électrique que produit le poisson engourdeur du Cap est douloureux mais n'est pas réellement dangereux pour l'homme. Même si ce poisson ne consiste pas en une ressource halieutique habituelle, il est souvent pris dans les chaluts de fond sud-africains en tant que prise accessoire. Le développement littoral pourrait constituer une menace de pollution de l'eau pour l'animal puisqu'il vit à proximité des côtes. L'Union internationale pour la conservation de la nature (UICN) inclut cette espèce dans la catégorie « Données insuffisantes » (Data Deficient) par manque d'informations. Cette organisation remarque cependant que la vulnérabilité de l'espèce face à la pêche ainsi que la destruction de son habitat pourrait mériter de s'y intéresser plus avant.